# Lachamp
Lachamp – miejscowość i dawna gmina we Francji, w regionie Oksytania, w departamencie Lozère. W 2013 roku populacja gminy wynosiła 181 mieszkańców. Przez teren gminy przepływa rzeka Colagne. 
Gmina została utworzona 1 stycznia 2019 roku z połączenia dwóch ówczesnych gmin: Lachamp oraz Ribennes. Siedzibą gminy została miejscowość Ribennes. 